# 贝尔内多
贝尔内多（西班牙語：Bernedo）是西班牙巴斯克自治区阿拉瓦省的一个市镇。总面积130km²，总人口533人（2001年），人口密度4人/km²。